# Kralice nad Oslavou
Kralice nad Oslavou là một làng thuộc huyện Třebíč, vùng Vysočina, Cộng hòa Séc.